# (8849) Brighton
(8849) Brighton (1990 VZ4) – planetoida z grupy pasa głównego asteroid okrążająca Słońce w ciągu 4,99 lat w średniej odległości 2,92 au. Odkryta 15 listopada 1990 roku.